# Забылин, Михаил Иванович
Михаи́л Ива́нович Забы́лин (20 ноября 1930, п. Казанка, Западно-Сибирский край — 18 февраля, 1992) — советский и российский учёный в области динамики оснований и фундаментов, геотехники и фундаментостроения, доктор технических наук, профессор; основоположник Сибирской школы динамики оснований и фундаментов.

## Биография
Родился в многодетной крестьянской семье. Окончив курсы десятников (строительных мастеров), в 1950—1952 гг. работал на строительной площадке и одновременно учился в школе рабочей молодёжи. В 1957 г. с отличием окончил гидротехнический факультет Новосибирского инженерно-строительного института по специальности «строительство речных гидротехнических сооружений и электростанций». В 1957—1992 гг. преподавал на кафедре инженерной геологии, оснований и фундаментов Новосибирского инженерно-строительного института (ассистент, старший преподаватель, доцент, профессор), в 1974—1983 гг. — заведующий кафедрой.
Одновременно в 1984—1989 гг. — декан Новосибирского филиала Всесоюзного института повышения квалификации руководящих работников Минэнерго (НФ ВИПКЭнерго).
Член Национального комитета СССР по механике грунтов и фундаментостроению и Международного общества механики грунтов и фундаментостроения. Более десяти лет являлся заместителем главного редактора журнала «Известия вузов. Строительство и архитектура».
Умер 18 февраля 1992 г. в Новосибирске. Похоронен на Заельцовском кладбище (квартал 4н).

## Научная деятельность
После двух лет (1963—1964) обучения в аспирантуре под руководством члена-корреспондента Академии строительства и архитектуры Александра Васильевича Силенко (1884—1965) досрочно защитил кандидатскую диссертацию, в 1985 г. — докторскую диссертацию.
Результаты его исследований внедрены при проектировании и строительстве более чем 50 промышленных объектов СССР и принесли значительный экономический эффект.
Подготовил 6 кандидатов наук. Автор более 200 научных работ, в том числе монографий, учебных пособий и изобретений. Выступал с докладами на Международной конференции по строительным конструкциям (Алма-Ата) и на более чем 25 Всесоюзных конференциях (Москва, Ленинград, Нарва, Кемерово, Уфа, Фрунзе, Барнаул, Ташкент, Тбилиси, Днепропетровск и др.) по геотехнике и фундаментостроению.

### Избранные труды
- Забылин М. И. Волновые процессы в динамической системе фундамент-основание : Автореф. дис. … д-ра техн. наук. — Л., 1985. — 32 с.[3]
- Забылин М. И. О расчете вынужденных вертикальных колебаний ростверка на сваях стойках // Изв. ВУЗов. Строительство и архитектура. — 1974. — № 8. — С. 67-71.
- Забылин М. И. О расчете свайных фундаментов при динамических горизонтальных нагрузках // Фундаментостроение в сложных грунтовых условиях: Тез. докл. Всесоюзн. совещ. — Алма-Ата, 1977. — С. 252—255.
- Забылин М. И. Расчет вынужденных вертикальных колебаний свайных фундаментов // Изв. ВУЗов. Строительство и архитектура. 1974. — № 6. — С. 38-42.
- Забылин М. И. Расчет фундаментов под машины: Уч. пос. — Новосибирск, 1983. — 84 с.
- Забылин М. И. Экспериментальная проверка теоретических методов определения параметров колебаний фундаментов под компрессоры : Автореферат … канд. техн. наук. — Новосибирск, 1965. — 17 с.[3]
- Забылин М. И., Клатцо М. М., Санников A. A. Экспериментальная проверка основных положений уточненного метода динамического расчета свайных фундаментов // Изв. ВУЗов. Строительство и архитектура. — 1971. — № 12. — С.25 — 32.
- Забылин М. И., Линовский С. В., Нуждин Л. В. Проектирование свайных фундаментов под машины : Учеб. пособие. — Новосибирск : НИСИ, 1991. — 88 с.[3]